# Camel (hudební skupina)
Camel je anglická progresivně-rocková skupina založená v roce 1971. Její hlavní postavou je kytarista a zpěvák Andrew Latimer.

## Diskografie

### Studiová alba
- Camel (1973)
- Mirage (1974)
- The Snow Goose (1975)
- Moonmadness (1976)
- Rain Dances (1977)
- Breathless (1978)
- I Can See Your House From Here (1979)
- Nude (1981)
- The Single Factor (1982)
- Stationary Traveller (1984)
- Dust And Dreams (1991)
- Harbour of Tears (1996)
- Rajaz (1999)
- A Nod and a Wink (2002)

### Koncertní alba
- A Live Record (live) (1978)
- Pressure Points (live) (1984)
- On The Road 1972 (live) (1992)
- Never Let Go (live, 5 września 1992, Enschede, NL) (1993)
- On The Road 1982 (live) (1994)
- On The Road 1981 (live) (1997)
- Coming of Age (live, 13.03.1997, Billboard, Los Angeles, USA) (1998)
- Gods of Light (live) (2000)
- The Paris Collection (live, 30.10.2000, Bataclan-Club, F) (2001)

### Kompilace
- Chameleon – The Best of Camel (1981)
- The Collection (1985)
- A Compact Compilation (1986)
- Landscapes (1991)
- Echoes: The Retrospective (1993)
- Camel – Master Series (25th Anniversary Compilation) (1997)
- Lunar Sea (2001)

### Singly
- Curiosity (1973)
- Flight Of The Snow Goose (1975)
- The Snow Goose (1975)
- Another Night (1976)
- Highways of the Sun (1977)
- Remote Romance (1980)
- Your Love is Stranger than Mine (1980)
- Lies (1981)
- No Easy Answer (1982)
- Long Goodbyes (1984)
- Cloak And Dagger Man (1984)

## Členové

### Aktuální členové
- Andrew Latimer – zpěv, kytara, flétna, keyboard, basová kytara (od 1971)
- Colin Bass – zpěv, basová kytara, keyboard, akustická kytara (1979-1981, od 1984)
- Denis Clement – bicí, od 2000
- Ton Scherpenzeel – keyboard (1984, 1991, 1999, od 2003)
- Ahmed Amr G. – keyboard, zpěv (od 2003)

### Dřívější členové
- Doug Ferguson – zpěv, basová kytara (1971-1977)
- Pete Bardens – zpěv, klávesové nástroje (1971-1978)
- Andy Ward – bicí, perkuse (1971-1983)
- Richard Sinclair – zpěv, basová kytara (1977-1978)
- Mel Collins – saxofon, flétna (1977-1979)
- Jan Schelhaas – klávesové nástroje (1979-1981)
- Kit Watkins – klávesové nástroje, flétna (1979-1982)
- Paul Burgess – bicí (1984-1992)
- Dave Stewart – bicí (1992-2000)
- Guy LeBlanc – klávesové nástroje, zpěv, (2000-2003)